# Borúdžerd
Borúdžerd (persky بروجرد) je město v Íránu. Žije v něm přibližně 235 tisíc obyvatel (převážně Lúrů) a je druhým největším městem Lorestánu. Nachází se v pohoří Zagros v nadmořské výšce okolo 1700 m.
Lokalita byla osídlena již před naším letopočtem, písemné zmínky o městě pocházejí již z 9. století. Název je odvozován od výrazu virukard (město vytvořené lidmi). Borúdžerd bývá také nazýván „Malá Paříž“. V roce 2001 zde byl zřízen první ženský park v Íránu, kde je možno chodit bez hidžábu.
Město leží v úrodné krajině s mírným podnebím, kde se pěstují obiloviny, bavlník a ovoce. Převládá potravinářský, textilní a strojírenský průmysl. Nachází se zde velký bazar, památkami jsou Páteční mešita (postavená na základech chrámu ohně z dob Sásánovské říše) a mauzoleum imáma Džafára z 11. století.
V letech irácko-íránské války bylo město častým terčem náletů. Bylo také silně poničeno přizemětřesení v západním Íránu 2006.